# Barry Sautman
Barry Sautman (de son nom entier, Barry Victor Sautman), né le 11 juillet 1949, est professeur à l'université des sciences et technologies de Hong Kong, dans la section des sciences sociales,,, depuis 1993. De nationalités canadienne et américaine, il parle l'anglais et le cantonais.
Politologue et juriste de formation, il dispense des cours d'études supérieures sur le nationalisme, l'ethnicité et l'hégémonie américaine, ainsi que des cours de premier cycle en droit international et sur les relations entre la politique, le droit et la société[source insuffisante]. Il a mené des recherches et publié principalement sur les nationalités (ou ethnies) et le nationalisme en Chine ainsi que les rapports entre l’Afrique et l’Asie, travaillant en collaboration avec l’anthropologue Yan Hairong sur ce dernier thème.
Ses avis en tant qu'expert ou ses propos dans des publications sont rapportés par divers organes, nationaux ou internationaux, de la presse écrite ou en ligne. Ses positions sur le Tibet sont jugées comme étant proches de celles de la République populaire de Chine.

## Études universitaires et diplômes
- 1979 : MLS (Master of Library Sciences) diplôme de bibliothécaire-documentaliste en droit et sciences sociales de l'université de Californie à Los Angeles
- 1982 : JD (Juris Doctor) licence de droit de l'université de Californie à Los Angeles
- 1985 : LLM (Legum Magister) maîtrise de droit de l'université de New York
- 1990 : Ph.D. (Doctor of Philosophy) doctorat ès sciences politiques de l'université Columbia (New York)[6]. Le sujet de sa thèse est Retreat from Revolution. Why Communist Systems Deradicalize (University Microfilms International, Ann Arbor, Michigan, 1990, 669 p.).

De 1983 à 1985, il est avocat stagiaire, puis, de 1985 à 1991, avocat.

## Carrière professionnelle et enseignements dispensés
À l'hiver et au printemps 1990, il est professeur assistant invité (visiting assistant professor) en sciences politiques à l'université de l'Utah, où il enseigne la politique chinoise et la politique comparée.
De l'automne 1990 au printemps 1991, il est professeur assistant adjoint (adjunct assistant professor) à l'université Northbridge de l'État de Californie, où il enseigne la politique américaine.
En 1991-1992, il est professeur assistant invité (visiting assistant professor) en politique comparée au centre d'études chinoises et américaines des universités Johns-Hopkins et de Nankin en Chine, où il enseigne : la politique comparée ; la politique, le droit et la société ; le développement politique et les rapports États-Unis-Chine.
De 1993 à 2000, il est professeur assistant (assistant professor) puis, à partir de 2000, professeur associé (associate professor) dans la section des sciences sociales de l'université des sciences et technologies de Hong Kong (avec un passage en 2002-2003 comme visiting fellow à l'université de Princeton, département des études de l'Asie de l'Est). Les enseignements qu'il y dispense concernent ou ont concerné : cours d'études supérieures sur le nationalisme, l'ethnicité et l'hégémonie américaine; cours de premier cycle de droit international, ainsi que sur les relations entre politique, droit la société.
En 2014, il est promu au grade de professeur.

## Domaines de recherche
Les recherches effectuées par Barry Sautman portent ou ont porté sur les systèmes communistes et post-communistes, la politique chinoise (en particulier à l'égard des nationalités ou ethnies), les rapports sino-africains, les rapports sino-américains, le droit international (en particulier les droits de l'homme).

## Avis en tant qu'expert
Ses avis en tant qu'expert de la politique chinoise en matière d'ethnies ou des rapports entre la Chine et l'Afrique ont été rapportés par divers organes, nationaux ou internationaux, de la presse écrite ou en ligne (CNN, USA TODAY, Bloomberg News, Voice of America, rfienglish, The New Yorker, Global Times, The Manila Times, The Diplomat), par l'agence de presse AFP, par divers sites web. Il a été interviewé par Radio France internationale, par Voice of America News et a participé à l'émission Today de BBC Radio 4.

## Opinions
Pour le sinologue australien Colin Mackerras (en), Barry Sautman est probablement le principal auteur anglophone écrivant sur le Tibet au sein de l'université hongkongaise. Ses recherches concernent plutôt le Tibet contemporain, sur lequel il projette un éclairage historique. Sa production en matière de publications est considérable. S'il ne connaît pas le tibétain et n'est pas spécialiste de la culture tibétaine, il compense toutefois ces lacunes par un sens profond de l'histoire mondiale et du droit international. Ses disciplines principales sont le droit et les sciences politiques. Ses positions sur le Tibet sont proches de celles de la Chine, dont il défend les revendications sur le Tibet aux plans historique et juridique. Comme ces positions ne sont pas au goût du jour dans les pays occidentaux, Sautman prête à controverse mais comme par ailleurs il est très bien informé et que ses recherches sont très poussées, il est souvent sollicité pour rendre compte des points de vue pro-chinois dans les rencontres axées sur le Tibet.
Dans son article « Colonialism, Genocide, and Tibet », paru en 2006 dans la revue Asian Ethnicity, le professeur Sautman réfute, selon Dina Duck, l'affirmation très répandue selon laquelle le Tibet subit ou a subi un génocide physique et culturel, a été colonisé par la Chine et a ses ressources exploitées par celle-ci. Il est d'avis que ces outrances de langage ont des effets négatifs quant au règlement de la question du Tibet. Il souligne les divers bénéfices, droits et avantages matériels obtenus par les Tibétains du fait de la modernisation de la région. Un débat sur ce point l'a opposé à Jamyang Norbu. Cependant, pas plus Sautman que Norbu ne remettent pas en question ce qui définit le peuple tibétain comme un peuple unifié. 
Dans « Myths of Descent, Racial Nationalism and Ethnic Minorities in the People’s Republic of China » (1997), Barry Sautman montre que les études d'anthropologues chinois sur des similarités génétiques entre les Han et les Tibétains n'ont pas de fondement et relèvent de mythes racialistes et il déconstruit notamment la thèse de Fei Xiaotong.
Dans « 'Demographic Annihilation' and Tibet », il conteste l'allégation portée contre la Chine à partir de 1984, d'un « anéantissement démographique » des Tibétains, dont 1,2 million auraient péri. Il fait observer que la population tibétaine a plus que doublé entre 1950 et le début du XXIe siècle, évolution qui tranche nettement avec ce qui s'est passé à maintes reprises à l'époque de la colonisation occidentale. À ses yeux, l'accusation tient davantage d'une vue de l'esprit commune aux dirigeants émigrés que de la réalité.
De même, dans son article « Tibet and the (Mis-) Representation of Cultural Genocide », paru en 2006 dans l'ouvrage collectif Cultural Genocide and Asian State Peripheries, il soutient que la région du Tibet, loin d'être en proie au « génocide culturel » allégué par les exilés tibétains et leurs sympathisants occidentaux, est en fait confrontée à des changements culturels dus aux forces de la modernisation. Il déclare que la Chine ne cherche ni à rejeter ni à effacer la culture tibétaine. Par contre, selon lui, le gouvernement tibétain en exil tombe dans l'« ethnonationalisme » et attribue à la Chine des intentions qu'elle n'a pas à l'égard du Tibet. Expliquant les politiques suivies par la Chine au Tibet et mettant en avant statistiques et exemples, il montre que la population tibétaine est en mesure de préserver son identité.
Sur la question fort débattue d'une inégalité économique entre Tibétains et Han aux plans de l'emploi, du niveau de vie et du statut social, le professeur Sautman exprime ses vues dans « Tibet: Development for Whom? », écrit en collaboration avec Irene Eng en 2001. Il y soutient que les disparités se constatent essentiellement entre urbains et ruraux et ne paraissent d'ordre ethnique que parce que les Han se concentrent plus fortement dans les villes que dans les campagnes.
Au sujet de la personne du dalaï-lama, il est, selon Colin Mackerras (en), des plus critiques. Ainsi, dans « Vegetarian Between Meals », il affirme que ce dernier, tout en faisant l'apologie de la non-violence, a régulièrement soutenu les guerres livrées par ses protecteurs, les États-Unis et l'Inde. L'ouvrage est qualifié de critique polémique par Robert Barnett.

## Critiques
En 2010, Elliot Sperling écrit que Sautman a examiné la question du Tibet sous une variété d'angles : la démographie du Tibet démontre-t-elle une mortalité importante dans les premières décennies de l'Incorporation du Tibet à la République populaire de Chine et les décennies suivantes de migration chinoise ? Les préoccupations au sujet de la langue tibétaine dans la République populaire de Chine sont-elles justifiées ? Dans ses réponses, il entreprend de démontrer à quel point d'égarement ou de malveillance se trouvent les sympathies de ceux qui pourraient trouver que, parfois, l'histoire du Tibet incorporé à la République populaire de Chine a été dévastatrice et particulièrement brutale. Pour Sperling, lire ce que Sautman écrit sur le Tibet laisse souvent le sentiment au lecteur qu'il ou elle vient de rencontrer un policier sur les lieux d'une scène d'horreur, un flic attirant l'attention ailleurs avec un « circulez » et « il n'y a rien à voir ».
Dans l'ouvrage collectif Clichés tibétains : idées reçues sur le Toit du monde publié en 2011 sous la direction de la tibétologue Françoise Robin, le chapitre intitulé « Les forces occidentales soutiennent la résistance tibétaine » est placé sous l'exergue d'une citation tirée de l'article de Barry Sautman, « Protests in Tibet and Separatism: The Olympics and Beyond », publié dans China Left Review en 2008. En préambule, l'auteur du chapitre évoque une « thèse relayée par quelques commentateurs occidentaux d'extrême-gauche ou proches de la République populaire de Chine (RPC), qui ont affirmé que les événements tibétains étaient liés aux actions secrètes des néoconservateurs américains ».

## Publications
Barry Sautman a publié nombre articles et d’études dans des revues à comité de lecture :
- de droit : Hofstra Labor and Employment Law Journal (en), Pacific Rim Law & Policy Journal (en), Texas International Law Journal (en), Chinese Journal of International Law (en), Stanford Journal of International Law, Rutgers Race and the Law Review ;
- d’études politiques, économiques et sociales : Pacific Affairs (en), Problems of Post-Communism (en) ;
- d’histoire : Current History (en) ;
- sur les rapports internationaux : World Affairs ;
- sur l’Asie : The Journal of Asian Studies, The Asia-Pacific Journal: Japan Focus, et plus particulièrement la Chine : China Information (en), The China Quarterly, Modern China (en) ;
- sur l’Afrique : African Studies Review (en), African and Asian Studies (en), South African Labour Bulletin.

Il a également fourni des articles d'opinion à des journaux : The South China Morning Post (Hong Kong), The Guardian (UK).

### Articles de journaux
- 2010. The Tibetan impasse, in South China Morning Post [Hong Kong], 11 September 2010
- 2010 (avec Yan Hairong) [PDF] Medal Contention, in South China Morning Post [Hong Kong], 12 0ctober 2010
- 2010 (avec Yan Hairong), Do supporters of Nobel winner Liu Xiaobo really know what he stands for?, in The Guardian (UK), December 15, 2010

### Monographies
- 1995. (avec Shiu-hing Lo), The Tibet Question and the Hong Kong Experience, Maryland Occasional Papers/Reprints Series in Contemporary Asian Studies, No. 2 - 1995 (127), 82 p.,  (ISBN 0925153397)
- 2002. (avec Ellen Kneehans), The Politics of Racial Discrimination in Hong Kong, Maryland Monograph Series in Contemporary Asian Studies, No. 2-2002 (169), 83 p.,  (ISBN 0925153850)
- 2006. (avec Yan Hairong), East Mountain Tiger, West Mountain Tiger: China, Africa, the West, and 'Colonialism' in Africa, Maryland Monograph Series in Contemporary Asian Studies, No. 3-2006 (186), 77 p.,  (ISBN 1-932330-16-X et 978-1-932330-1-68)
- 2009. 'All that Glitters is Not Gold': Tibet as a Pseudo-State , Maryland Series in Contemporary Asian Studies, No 3-2009, 86 p.,  (ISBN 1-932330-28-3 et 978-1-932330-28-1)
- 2011. (avec Li Ying) Public Diplomacy from Below: the 2008 'Pro-China' Demonstrations in Europe and North America, University of Southern California Annenberg School Center on Public Diplomacy Series, Paper No 11,  (ISBN 1-932800-97-2 et 978-1-932800-97-5)
- 2012. (avec Yan Hairong), The Chinese are the Worst?: Human Rights and Labor Practices in Zambian Mining, Maryland Series in Contemporary Asian Studies, 2012, 100 p.,  (ISBN 1-932330-39-9 et 978-1932330-39-7)

## Collaborations éditoriales
- Fondateur de la revue Asian Ethnicity et membre de son comité de lecture.
- Auteur de comptes rendus pour les revues China Quarterly, China Journal, Pacific Affairs, Asian Ethnicity, East Asia.
- Co-auteur d'articles avec Irene Eng, Baogang He, Yan Hairong, Kenneth King, de monographies avec Shiu-hing Lo, Ellen Kneehans.
- Co-directeur d'un ouvrage collectif avec June Teufel Dreyer.

## Conférences
En 2013, le professeur Sautman a été invité à faire la conférence publique annuelle de l'institut Confucius à l'université d'Adélaïde (Australie).

## Comptes rendus des publications de l'auteur
- (en) Dans China Journal, July 2006, Issue 56, p. 213, compte rendu par Mark Stevenson de Contemporary Tibet: Politics, Development, and Society in a Disputed Region
- (en) Dans China Review International, Spring 2007, Vol. 14, Issue 1, p. 203, compte rendu par Ronald Schwartz de Contemporary Tibet: Politics, Development, and Society in a Disputed Region
- Dans Perspectives chinoises, année 2006, vol. 97, No 97, p. 70–71, compte rendu par Fabienne Jagou de Contemporary Tibet: Politics, Development, and Society in a Disputed Region